# Nepenthes (albedo)
Nepenthes és una característica d'albedo a la superfície de Mart, localitzada amb el sistema de coordenades planetocèntriques a 19.78 ° latitud N i 100 ° longitud E. El nom va ser aprovat per la UAI l'any 1958 i fa referència a nepent, a l'Odissea, un medicament d'origen egipci que alleujava tot dolor.